# Кејлеб Фут
Кејлеб Фут (енгл. Caleb Foote; Ипсиланти 23. децембар 1993) амерички је филмски, позоришни и телевизијски глумац.
Фут је најпознатији по улози Бернарда "Рендија" Рендолфа у серији Морнарички истражитељи: Почеци.